# Senftenbach
Senftenbach – gmina w Austrii, w kraju związkowym Górna Austria, w powiecie Ried im Innkreis. Liczy 1174 mieszkańców (1 stycznia 2015).